# Rustam Abdullayev
Rustam Abdullayev (russisch Рустам Абдуллаев Rustam Abdullajew; * 12. Februar 1947 in Xiva, Usbekistan) ist ein usbekischer Komponist, Pianist und Musikpädagoge. Er ist Vorsitzender der Union der Komponisten Usbekistans und Professor für Komposition und Instrumentation am Staatlichen Konservatorium in Taschkent.

## Leben
Rustam Abdullayevs Eltern waren Abdulla Otajonov und Gavhar Matyoqubova. Nach der Sekundarschule besuchte Rustam Abdullayev 1962 die Musikschule Hamza in Taschkent und erlernte das Spiel der Rubab. Neben Musiktheoriekursen besuchte er Kompositionskurse bei Rumil Vildanov (1939–1987). Von 1965 bis 1972 studierte er am Staatlichen Musikkonservatorium in Taschkent. Hier erhielt er weiter Unterricht bei Vildanov, aber auch bei dem usbekischen Komponisten Boris Gienko (1917–2000). Zum Abschluss seines Studiums schrieb er 1972 sein erstes Klavierkonzert. Er begann seine Karriere als begabter Komponist und Pianist. 1971 nahm er bei einem Wettbewerb für junge Komponisten in Leningrad teil. Bei den Tagen der Kunst und Literatur Usbekistans in der Kasachischen SSR führte er 1972 das erste Konzert für Klavier und Orchester erfolgreich auf. Bei Festivals in Georgien und Moskau wurde er für die Werke Xirosima faryodi [Die Klage von Hiroshima] und Hijron [Trennung] mit Preisen ausgezeichnet. Ab 1974 machte er am Konservatorium in Taschkent ein Assistenzpraktikum und absolvierte ein Aufbaustudium in Komposition bei Boris Seidman (1908–1981). Seit 1976 unterrichtet er dort selbst am Staatlichen Konservatorium in Taschkent im Fachbereich Komposition. Im selben Jahr nahm er beim zweiten Wettbewerb für junge Komponisten in Leningrad teil so wie an weiteren Wettbewerben und Festivals für junge Komponisten in der ganzen Welt. Dort wurde er auch mit Preisen ausgezeichnet. 1985 wurde er Generalsekretär des Komponistenverbands Usbekistans. Seit 1995 ist er dessen Vorsitzender. Er wird als Komponist und Interpret geschätzt. Er ist Preisträger und Gewinner nationaler und internationaler Wettbewerbe. Seine Werke wurden in mehr als zwanzig Ländern aufgeführt, unter anderem in den Vereinigten Staaten, Deutschland, Ägypten, Japan, Thailand, Türkei und Südkorea.
Abdullayev erhielt den Ehrentitel Verdienter Künstler der Republik Usbekistan und den Staatspreis der Republik Usbekistan verliehen.

## Rezeption
Über Rustam Abdullayev wird im Artikel Uzbek National Music auf manzaratourism.com gewertet, dass er unter den am meisten avantgardistischen Komponisten Uzbekistans hervorrage.

## Werke (Auswahl)
Der Internetauftritt des Verbandes der Komponisten Usbekistans, Союз композиторов Узбекистана, führt eine Reihe der Werke Rustam Abdullayevs auf.

### Opern
- Xiva, 1987. Die Oper, ein historisches, heroisches episches Volksdrama, spielt in der gleichnamigen Stadt. Abdullayev verwendet Elemente der klassischen Musik Chorasans und verwendet Material aus traditionellen Quellen.[1]
- Shodimulk
- Kimlarga chor, kimra sor, 2004. Die Hauptrolle schrieb Abdullayev für die usbekische Sängerin Mujassar Rassakowa.
- Sadoqat, [Treue][3][10]
  - Oper in zwei Akten und fünf Szenen[11]
  - Die Uraufführung fand am 16. Januar 2016 im Navoiy teatri in Tashkent statt.[11][12] Abdullayev verwendet in der Oper die traditionellen Instrumente Doira und Nagori. Er verwendet sie in der Einleitung und in der Begleitung der Gesangsnummern.[1]
  - Die Oper handelt von der Liebesbeziehung der beiden usbekischen Volksdichter Hamid Olimjon und Zulfiya Isroilova.[1]

### Ballett
- Shoshma quyosh, ein Ballettoratorium, 1984. Der Text stammt vom usbekischen Schriftsteller Ulmas Ulmarbekov (1934–1994).[5]

### Orchesterwerke
- Памяти Т.Шевченко [Erinnerungen an Taras Schewtschenko], sinfonische Dichtung[4]
- Памяти А.Навои [Erinnerungen an Alischer Nawoij], sinfonische Dichtung[4]
- Polyphone Sinfonie für Streichorchester, 1975[1]
- Lied der Liebe, 2009[1][4]
- Klavierkonzert Nr. 1, 1972. Das Werk wurde 1984 von der Pianistin Adiba Sharipova mit dem Staatlichen Sinfonieorchester Usbekistans auf Melodija eingespielt.[6]
- Klavierkonzert Nr. 2, 1989. Abdullayev beschreibt das Neujahrs- und Frühlingsfest Navruz mit volkstümlichen Tänzen und Liedern und zeichnet Bilder von Gauklern wie Seiltänzer und Puppenspielern.[13]
- Klavierkonzert Nr. 3, 1993
- Klavierkonzert Nr. 4, 1994
- Klavierkonzert Nr. 5, 1998
- Ratalla für Klavier und Orchester
- Violinkonzert, 2011

### Klaviermusik
Die Klaviermusik nimmt einen breiten Raum im Schaffen Abdulayevs ein. Er schrieb viele Klavierstücke für den Unterricht und für jüngere Pianisten wie das Kinderalbum, die fünf Kinderminiaturen, die Sonate und Variationen.
- Präludium und Toccata, 1972
- Epitaph, 1998
- Freski Nafrusa, Rhapsodie Nr. 1, 1998
- Sumloch, Konzertstück für Klavier und Schlagzeug, 2006
- Skaski [Märchen], Rhapsodie Nr. 2, 2008
- 48 Fugen, Zyklus, 2010
- Variationen

### Kammermusik
- Klaviertrio
- Streichquartett Volksweisen
- Streichquartett Klassik

### Vokalwerke
Rusmat Abdullayev vertonte die Werke verschiedener Dichter, so von Taras Schewtschenko, der usbekischen Dichter Muhammad Rizo Ogahiy (1809–1874), Usmon Nosir (1912–1944), Turab Tula (1918–1990), Abdulla Oripov (1941–2016), Omon Matjon (1943–2020), Erkin Vohidov (1936–2016), Jumaniyoz Jabborov (1930–2010), Mirpulat Mirzo (1949–2018), Sirojiddin Sayyid (* 1958), Iqbol Mirzo (* 1967), Hamid Olimjon (1909–1944) und der usbekischen Dichterin Zulfiya (1915–1996). Viele Texte übersetzte er selbst aus anderen Sprachen ins Usbekische.
Er schrieb über hundert Romanzen und Lieder und über sechzig Kinderlieder.
- Bahor, Liederzyklus nach Gedichten von Zulfiya und Lessja Ukrajinka.
- Xirosima faryodi [Die Klage von Hiroshima], Liederzyklus nach Texten der japanischen Dichter Kishiro Tanika, Tomik Khara, Takako Asida und Conti Oseki entstand., 1974
- Hijron [Trennung] nach Gedichten von Zulfiya. Die Orchesterfassung wurde bei einem Kompositionswettbewerb in Moskau ausgezeichnet.
- [Ein Gedanke über Mütter], Liederzyklus
- Крик души [Schrei der Seele], Liederzyklus
- Soginch für Gesang und Orchester nach einem Text vom Omon Matjon[12]
- Sieben Lieder nach Gedichten von Hafis
- Sechs Lieder nach Texten von Rudaki
- To'ylaring muborakTuron turnalariGo'zal Vatanim
- Piyola

### Chorwerke
- Farod. Abdullayev komponierte das Werk unter dem Eindruck der Geiselnahme von Beslan